# Malle (Belgique)
Pour les articles homonymes, voir Malle.
Malle est une commune néerlandophone de Belgique située en Région flamande, dans la province d'Anvers. Elle se trouve en Campine anversoise. La commune appartient à la canton électoral de Brecht (nl) et au canton judiciaire de Zandhoven (nl).
La commune a été créée le 1er janvier 1977 par la fusion des communes de Westmalle et Oostmalle. Le nom de la nouvelle commune était initialement « Westmalle » mais a été changé en « Malle » par arrêté royal le 30 juillet 1979.

## Héraldique
|  | La commune possède des armoiries qui lui ont été octroyées le 3 décembre 1984. Elles sont une combinaison des armoiries des anciennes communes de Westmalle et d'Oostmalle. Les armoiries d'Oostmalle lui avaient été octroyées le 6 octobre 1819 et confirmées le 31 janvier 1839. Elles armes montraient Saint-Laurent, patron du village avec un grill. Le saint est également apparu sur les anciens sceaux du conseil communal. En 1819, les armoiries furent octroyées aux couleurs nationales néerlandaises, le maire ne spécifiant pas la couleur des armoiries lors de la demande. Elles ont été changées en 1839 après l'indépendance de la Belgique. Parallèlement, le saint a été montré d'une bien meilleure façon. Les armoiries de Westmalle lui avaient été octroyées le 30 avril 1839 et complètement modifiées le 2 mai 1914. Les deux villages de Westmalle et Zoersel ont formé un domaine jusqu'en 1793 et une commune jusqu'en 1839, année de la scission de l'ancienne commune entre Westmalle et Zoersel. Les premières armoiries de 1839 sont identiques à celles de Westmalle-Zoersel. La propriété appartenait depuis 1738 à la famille Powis et le lion rouge sur un champ doré figurait sur les armoiries de la famille Powis. Blasonnement : Parti en 1. et 4. d'azur à un chevron d'argent, accompagné de trois coqs au pas d'or, becqués, peignés, barbus et plantés de gueules, les deux premiers appliqués de gueules ; écu de cœur : un Saint-Laurent de couleur naturelle sur un sol herbeux et glacé. (Traduction libre) Source du blasonnement : Heraldy of the World. |

## Géographie

### Sections de la commune
| # | Section   | Superf. (km²) | Habitants (2020) | Habitants par km² | Code INS |
| - | --------- | ------------- | ---------------- | ----------------- | -------- |
| 1 | Westmalle | 23,26         | 8.261            | 355               | 11057A   |
| 2 | Oostmalle | 28,13         | 7.338            | 261               | 11057B   |

### Communes limitrophes
| Brecht                  | Sint-Lenaarts (Brecht) | Rijkevorsel |
|                         | Malle                  | Beerse      |
| Sint-Antonius (Zoersel) | Zoersel                | Lille       |

## Démographie

### Évolution démographique
Graphe de l'évolution de la population de la commune (la commune de Malle étant née de la fusion des anciennes communes de Oostmalle et de Westmalle , les données ci-après intègrent les deux communes dans les données avant 1977.
- Source : DGS - Remarque: 1806 jusqu'à 1981=recensement; depuis 1990=nombre d'habitants chaque 1er janvier[3]

## Histoire

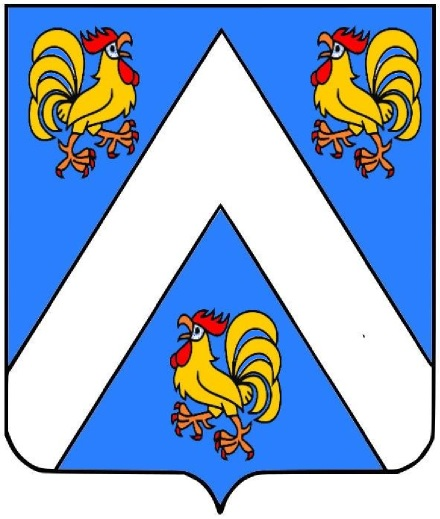
Blason de Philip de Cotereau

Le blason porte les Cocq de la noble maison de Coutereau, qui par marriage en 1523 de Philip de Cotereau résidait dans le château.

## Politique et administration

### Jumelages
- Hartley Wintney (Royaume-Uni)
- Heusenstamm (Allemagne) depuis 1991
- Saint-Savin-sur-Gartempe (France) depuis 1960 avec Oostmalle, depuis le 15 mai 1981 avec la nouvelle commune Malle[5]
- Zakrzówek (Pologne)